# Franz-Josefsbanan
|  |  |  |

|  | Station on track |

|  | Station on track |

|  | Station on track |

|  | Station on track |

|  | Station on track |

|  | Stop on track |

|  | Stop on track |

|  | Station on track |

|  | Stop on track |

|  | Stop on track |

|  | Station on track |

|  | Stop on track |

|  | Stop on track |

|  | Stop on track |

|  | Station on track |

|  | Junction both to and from left |

|  | Stop on track |

|  | Unknown BSicon "hKRZWae" |

|  | Junction both to and from right |

|  | Station on track |

|  | Unknown BSicon "ABZgl" |

|  | Stop on track |

|  | Stop on track |

|  | Station on track |

|  | Stop on track |

|  | Station on track |

|  | Stop on track |

|  | Station on track |

|  | Stop on track |

|  | Stop on track |

|  | Station on track |

|  | Unknown BSicon "ABZg+r" |

|  | Unknown BSicon "ABZg+l" |

|  | Station on track |

|  | Station on track |

|  | Station on track |

|  | Station on track |

|  | Unknown BSicon "ABZgr" |

|  | Station on track |

|  | Unknown BSicon "ABZg+r" |

|  | Station on track |

|  | Unknown BSicon "ABZgl" |

|  | Station on track |

|  | Stop on track |

|  | Station on track |

|  | Station on track |

|  | Restricted border on track |

|  | Straight track |

|  |  |  |

|  | Station on track |

|  | Station on track |

|  | Station on track |

|  | Station on track |

|  | Station on track |

|  | Stop on track |

|  | Stop on track |

|  | Station on track |

|  | Stop on track |

|  | Stop on track |

|  | Station on track |

|  | Stop on track |

|  | Stop on track |

|  | Stop on track |

|  | Station on track |

|  | Junction both to and from left |

|  | Stop on track |

|  | Unknown BSicon "hKRZWae" |

|  | Junction both to and from right |

|  | Station on track |

|  | Unknown BSicon "ABZgl" |

|  | Stop on track |

|  | Stop on track |

|  | Station on track |

|  | Stop on track |

|  | Station on track |

|  | Stop on track |

|  | Station on track |

|  | Stop on track |

|  | Stop on track |

|  | Station on track |

|  | Unknown BSicon "ABZg+r" |

|  | Unknown BSicon "ABZg+l" |

|  | Station on track |

|  | Station on track |

|  | Station on track |

|  | Station on track |

|  | Unknown BSicon "ABZgr" |

|  | Station on track |

|  | Unknown BSicon "ABZg+r" |

|  | Station on track |

|  | Unknown BSicon "ABZgl" |

|  | Station on track |

|  | Stop on track |

|  | Station on track |

|  | Station on track |

|  | Restricted border on track |

|  | Straight track |

Franz-Josefsbanan är en 163 kilometer lång järnväg i det österrikiska förbundslandet Niederösterreich. Den går från Wien Franz-Josefs-Bahnhof norrut till den österrikisk-tjeckiska gränsen vid Gmünd. Banan är dubbelspårig från Wien till Absdorf-Hippersdorf, därefter enkelspårig.

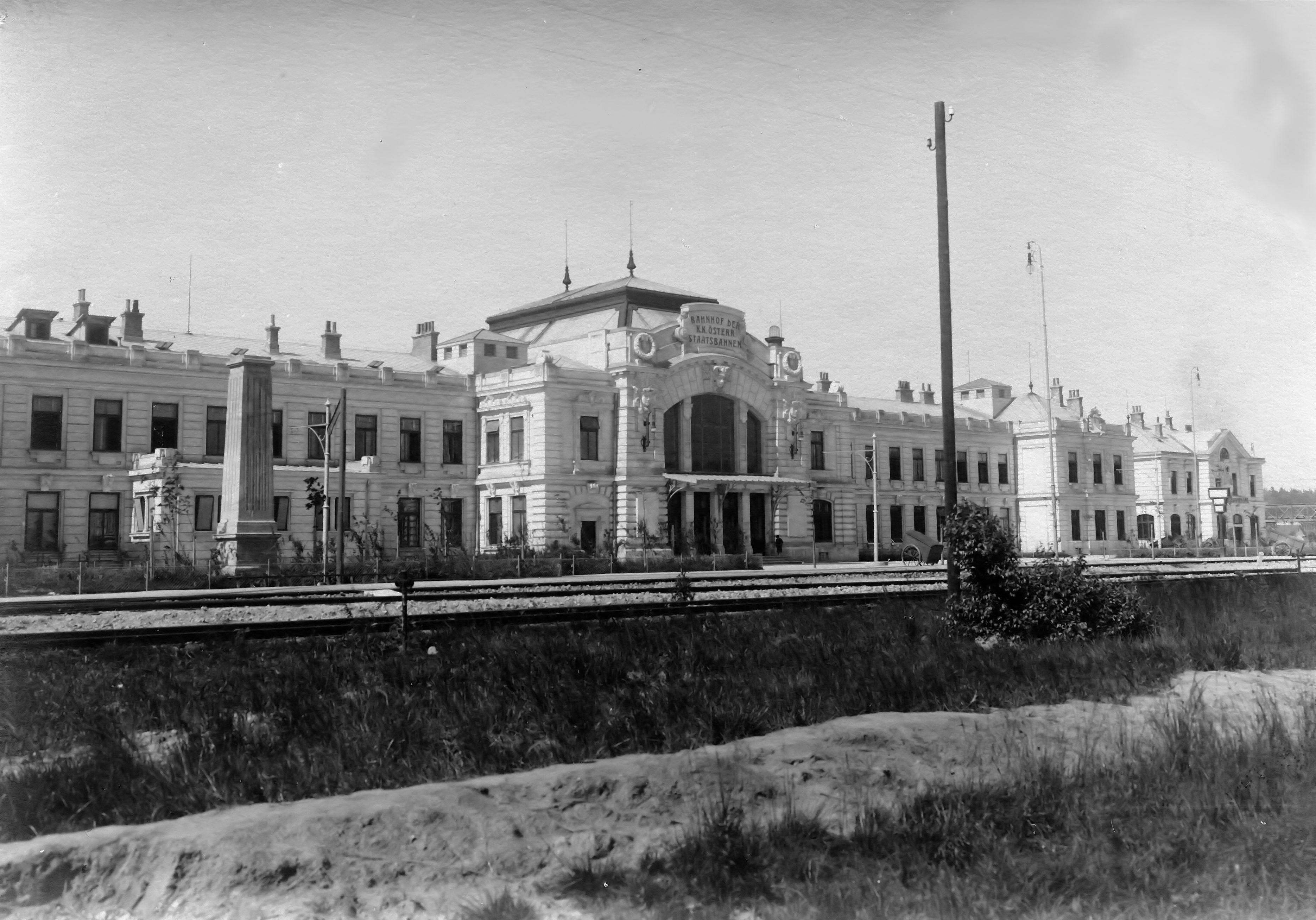
Järnvägsstationen Gmünd kring 1900

Franz-Josefsbanan byggdes av järnvägsbolaget k.k. privilegierte Kaiser Franz-Josefs-Bahn och öppnades 1870. Då var det en huvudbana som förband Wien med staden Eger (idag Cheb i Tjeckien). Strax efter 1900 utbyggdes banan till dubbelspår. Efter första världskriget och dubbelmonarkins upplösning drogs gränsen mellan Österrike och Tjeckoslovakien vid Gmünd och banan delades. 1959 och 1969 revs ett spår från Absdorf till gränsen. 
Fram till 1990-talet kördes fjärrtågen mellan Wien och Prag och Berlin på Franz-Josefsbanan, men därefter flyttades fjärrtrafiken till nordbanan. Idag är Franz-Josefsbanan i första hand av regional betydelse. Det enda internationella tåget går från Wien till Českė Budĕjovice.